# Tom's Diner
«Tom's Diner» es una canción escrita en 1982 por la cantante y compositora estadounidense Suzanne Vega. Fue publicada por primera vez como una de las pistas de Fast Folk Musical Magazine, editado en enero de 1984. La primera vez que apareció en uno de sus propios álbumes de estudio fue como la primera pista de su Solitude Standing de 1987. Más tarde fue utilizada como base para una remezcla por el grupo británico DNA en 1992 en el álbum Taste This siendo éxito. En la edición de Tom's Album, de 1991, se incluyó la versión de DNA, así como versiones de artistas como After One, Nikki D. y Bingo Hand Job (R.E.M. y Billy Bragg). También fue utilizada como música de fondo en la escena inicial de la película de 1993 Untamed Heart. La versión a capela es conocida por haber sido empleada para ayudar a refinar el desarrollo del formato de compresión de audio MP3.

## Composición y título
El tema Tom's Diner fue concebido por Suzanne Vega como una composición para piano y voz. Por dicho motivo, en el álbum aparecen dos versiones de este tema, uno interpretada a capela por la cantante y otro, una pieza instrumental de piano, con acompañamiento de guitarras.
El título de la canción hace referencia al restaurante Tom's, de Nueva York, un local de mediados de siglo XX al que solía acudir la cantante para promocionar a nuevos artistas. El restaurante se hizo muy popular posteriormente, por ser el lugar en el que se ambientaba el Café Monk's, que aparecía en la serie Seinfeld, en los noventa.
La cantante compuso en tema pensando en un imaginario testigo que ve pasar la vida a través del cristal de un restaurante. De tanto en tanto se puede escuchar sobre la música las campanas de la Catedral de San Juan el Divino, situada a escasa distancia del local.

## Versión de Giorgio Moroder
Giorgio Moroder incluyó una nueva versión de «Tom's Diner» con Britney Spears en su álbum Déjà Vu, publicado el 12 de junio de 2015 después de 23 años desde la publicación de su último álbum de estudio. Moroder reveló que la propia Spears tuvo la idea de la versión, quien evoca la entrega vocal de Vega y de lo que la propia cantante se declaró como fan. A pesar de no haber sido destinada como sencillo en su momento, se convirtió en su canción digital más vendida, debutando y alcanzando el número 38 en el Billboard Dance/Electronic Songs y el número 14 en el Billboard Dance/Electronic Digital Songs durante la semana del 4 de julio de 2015. Se publicó después una versión en sencillo el 9 de octubre de 2015, con dos nuevas remezclas incluidas. En octubre de 2018, la OCC reportó que en el Reino Unido era la décima séptima canción más exitosa de Spears que no fue publicada como sencillo en el país, con casi medio millón de streams.

## Formato
| Descarga digital |                                                         |          |  |
| N.º              | Título                                                  | Duración |  |
| 1.               | «Tom's Diner» (con Britney Spears)                      | 3:32     |  |
| 2.               | «Tom's Diner (Leu Leu Land Remix)» (con Britney Spears) | 2:58     |  |
| 3.               | «Tom's Diner (Hibell Remix)» (con Britney Spears)       | 3:17     |  |

## Posicionamiento en las listas

### Listas semanales
| América del Norte |                            |     |        |
| Estados Unidos    | Hot Dance Electronic Songs | 38  | [ 8 ]  |
| América del Sur   |                            |     |        |
| Argentina         | Top 40 canciones           | 7   | [ 11 ] |
| Asia              |                            |     |        |
| Líbano            | Top 20 canciones           | 11  | [ 12 ] |
| Europa            |                            |     |        |
| Francia           | Top 100 canciones          | 146 | [ 13 ] |

## Historial de publicaciones
| País o estado              | Fecha                 | Formato                | Discográfica              | Ref.          |
| -------------------------- | --------------------- | ---------------------- | ------------------------- | ------------- |
| Historial de publicaciones |                       |                        |                           |               |
| Mundo                      | 9 de octubre de 2015  | Descarga digital       | Giorgio Moroder Music LLC | [ 14 ] [ 15 ] |
| Italia                     | 16 de octubre de 2015 | Contemporary hit radio | Giorgio Moroder Music LLC | [ 16 ]        |